# Municipio de San Juan Guichicovi
El municipio de San Juan Guichicovi es un municipio del estado mexicano de Oaxaca, ubicado en la zona norte del istmo de Tehuantepec, en México. Su cabecera es la localidad de San Juan Guichicovi.
Cabe mencionar que Guichicovi, es centro de la gran tradición cultural del mixe bajo (ayuuk), pues en dicho lugar convergen los distintos poblados cercanos, hablantes también de la lengua mixe, que hacen del municipio rico en cultura y tradiciones típicos del pueblo ayuuk.

## Población y superficie

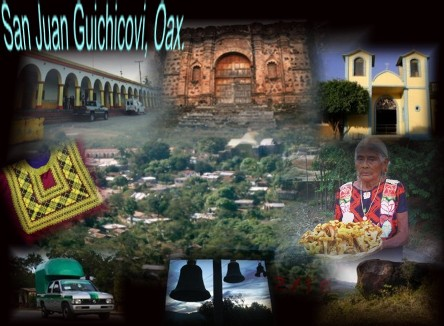
San Juan Guichicovi. Tierra llena de cultura y tradición: Tierra Mixe.

- Población total : 29.802 habitantes, según el censo realizado por  Instituto Nacional de Estadística y Geografía, en el 2010.
- Población masculina 12.989
- Población femenina 14.657
- Superficie (km²): 799.621, ocupando así el 0.78% de la superficie de la entidad federativa.

## Colindancias
Colinda al norte con Palomares, al sur, con los municipios de Santo Domingo Petapa, Santa María Petapa y Matías Romero Avendaño y al oeste con San Juan Mazatlán, al este con Matías Romero Avendaño.
La distancia de la cabecera municipal a la capital del Estado es de 361 kilómetros.

## Clima
En esta población predomina el clima cálido húmedo con lluvias abundantes en verano, es decir con un 80.75%, además del cálido subhúmedo con lluvias en verano.
La temperatura de esta comunidad va de los 22 a los 30 °C.

## Agencias municipales
El municipio incluye en su territorio un total de veinte localidades. Las principales, considerando su población del censo de 2020 son:
| Localidad            | Población (2020) |
| -------------------- | ---------------- |
| San Juan Guichicovi  | 4,131            |
| Santa Ana            | 1,471            |
| Ocotal               | 1,393            |
| Río Pachiñe          | 1,375            |
| El Zacatal           | 1,336            |
| Piedra Blanca        | 1,310            |
| Estación Mogoñé      | 1,294            |
| Estación Sarabia     | 1,258            |
| Chocolate            | 1,206            |
| Encinal Colorado     | 1,200            |
| El Zarzal            | 1,006            |
| Paso Real de Sarabia | 984              |
| Boca del Monte       | 893              |
| Buenavista           | 873              |
| Ejido la Revolución  | 838              |
| Molina Viejo         | 818              |
| Plan de San Luis     | 752              |
| Arroyo Lirio         | 507              |
| Maluco               | 498              |
| José María Morelos   | 495              |
| Total municipio      | 29,802           |

## Presidentes municipales
| PRESIDENTE MUNICIPAL                           | PERÍODO   | PARTIDO POLÍTICO |
| ---------------------------------------------- | --------- | ---------------- |
| Alfredo Pineda Espinoza                        | 1953-1956 |                  |
| Severo Valenzuela                              | 1957-1959 |                  |
| Mario T. Valdivieso                            | 1960-1962 |                  |
| Sigisfredo Espinoza Ordóñez y Maclovio de León | 1963-1965 |                  |
| Jesús Antonio                                  | 1966-1968 |                  |
| Ismael Ontiveros Francisco                     | 1969-1971 |                  |
| Alejandro Lara Mijangos                        | 1972-1974 |                  |
| Luis del Puerto Mijangos                       | 1975-1977 |                  |
| Adolfo Espinoza Ordóñez                        | 1978-1980 |                  |
| Gerardo Sánchez Mijangos y Cástulo Guzmán      | 1981-1983 |                  |
| Cástulo Arrona Antonio                         | 1984-1986 |                  |
| Roldán Juan Inocencio                          | 1986-1989 |                  |
| Octavio Rosas Rosas                            | 1990-1992 |                  |
| Cástulo Arrona Antonio                         | 1993-1995 |                  |
| Rosalino Álvarez María                         | 1996-1998 |                  |
| Francisco Sánchez Rosas                        | 1999-2001 |                  |
| Raynel Ramírez Mijangos                        | 2002-2004 |                  |
| Edilberto Espinosa Juárez                      | 2005-2007 |                  |
| Raynel Ramírez Mijangos                        | 2008-2010 |                  |
| Heberto Luis Zacarías                          | 2011-2013 |                  |
| Francisca Pineda Vera                          | 2014-2016 |                  |
| Cástulo Escobedo Lucas                         | 2017-2018 |                  |
| Raynel Ramírez Mijangos                        | 2019-2021 |                  |
| Heberto Luis Zacarías                          | 2022-2024 |                  |
| Erick Rubiel Ramírez Pineda                    | 2025-2027 |                  |

## Actividades económicas
Las actividades propias de esta comunidad se basaban en primarias, pues gran parte de la población económicamente activa realiza actividades como:
- La ganadería

- La agricultura

- Se dedica a los cultivos de maíz

- Frijol

- Café

- Tomate

- Calabaza y demás productos propios del campo.

Asimismo, en esta región de Oaxaca, al ser una región llena de mucha riqueza cultural, es evidente que se realizan diversas artesanías que, son vendidas en el pueblo, en la entidad federativa, en el país y de igual forma en el extranjero.
Una gran labor la que realizan las personas artesanas de esta población, pues sus productos tienen mucha resonancia en diversos puntos donde son puestos en venta. Dentro de las artesanías que se hacen, destacan 
- los huipiles

- los bordados

- a ropa típica de la mujer y el hombre mixes

- la elaboración de hamacas

- productos de palma

Pero, actividades económicas, como las primarias de esta población, han ido disminuyendo puesto que una parte de ella decide emigrar a otros estados del país para mejorar su calidad de vida, sus condiciones de desarrollo, en un plano personal y familiar, pues, en la comunidad no existen muchas oportunidades de trabajo y si las hay, son en situaciones precarias. Es por ello que estas actividades han ido a la baja, lo cual no es un fenómeno social propio de nuestra comunidad, es un fenómeno que sucede en gran parte del país y en el mundo.

## Orografía
El municipio se encuentra dentro de la  Sierra Madre del Sur; su relieve está caracterizado por terrenos pedregosos, rocosos  con ondulaciones y mucha pendiente. 
La altitud en nuestro municipio va desde los 60 a los 300 metros sobre el nivel del mar, cuenta con elevaciones como, el cerro Pelón, cerro Centinela. Predominan los lomeríos, las llanuras y las planicies.

## Orígenes
Su población originaria pertenece a la etnia Mixe. El pueblo mixe vive en las montañas al noreste del estado, colindando con los distritos de Villa Alta, Choapan, Yautepec, Juchitán, Tehuantepec y con el estado de Veracruz.

## Gastronomía
En esta población la gastronomía es muy diversa, pues aparte de contar con la gastronomía típica oaxaqueña, cuenta con platillos propios
- Tamales regionales de mole rojo
- Tamales de mole amarillo
- Tamales regionales de Hierba santa
- Tamales de mole negro de pollo
- Guajolote en caldo
- Caldo de armadillo
- Tepescuintle, ya sea en caldo, o asado
- Dulces de calabaza
- Dulce de camote
- Dulce de yuca
- Chilacayote
- Dulce de guaya.

## Educación
El nivel educativo es un indicador notable para observar la situación actual de San Juan Guichicovi. 
Partiendo del nivel preescolar tenemos aː
- Centro de Educación Preescolar indígena “Ricardo Flores Magon”

- Jardín de niňos “Gabriela Mistral”

El nivel primaria y secundaria cuenta con escuelas públicas; destacanː
- Primaria “Luis B. Toledo”
- Primaria bilingüe “Julio de la Fuente”.
- La Escuela Secundaria Técnica N.º 101.

A nivel medio superior la población cuenta conː
- Colegio de Bachilleres del Estado de Oaxaca (COBAO) plantel 29 GUICHICOVI.

Nivel superior
- Así mismo cuenta con una extensión de la Universidad del Pueblo (UP) plantel UP Tëkaam.

La Universidad es un modelo educativo intercultural, dialógico, crítico y que busca crear comunidad en los pueblos originarios de Oaxaca,México. Atiende a estudiantes que no han tenido la oportunidad de ingresar a una institución superior por carencias económicas.

En el nivel de pobreza extrema que se vive en esa zona de Oaxaca, no están contabilizadas todas las unidades de los centros indígenas, dada la dispersión que existe en el estado, ya que hay algunas en donde los niños asisten un lunes por la mañana y el viernes al mediodía se retiran a sus comunidades.
Son datos tomados de los censos, lo que es claro también es que la mayoría no termina la escuela por necesidad de ayudar en el gasto familiar y se insertan a un mercado laboral en donde es mínimo lo que se les paga, pero ayuda en el gasto familiar, quedando de esa manera truncada sus aspiraciones y por ende su progreso, desafortunadamente esto no se da únicamente en el Istmo de Tehuantepec sino que es un fenómeno suscitado en el país y el mundo.
Aunque cabe mencionar que de esta población han salido y destacado muchos jóvenes que hoy día cursan estudios superiores en instituciones nacional y mundialmente reconocidas como la Universidad Nacional Autónoma de México, el Instituto Politécnico Nacional, la Universidad Autónoma Metropolitana, Universidad La Salle (México), Universidad Veracruzana.

## Turismo
En el pueblo de San Juan Guichicovi existe un templo religioso el cual es un atractivo turístico de nuestro municipio. Este templo religioso es una construcción enorme, aun inconclusa, que muestra una arquitectura colonial, propia del siglo XVI. Esta obra arquitectónica fue construida en época de la conquista española, fue construida por la orden dominica, lo cual hace denotar lo longeva que es esta población. Es de suma importancia mencionar que gran parte del techo está inconcluso, no se alcanzó a construirlo, pero existe una parte que si fue terminada, la cual se utiliza para llevar a cabo actos religiosos, propios de la Iglesia católica, asimismo para colocar la imagen del Santo Patrón de esta población que es San Juan Bautista, el cual tiene su fiesta patronal cada 24 de junio, de igual forma de San Juan Degollado y de diversos santos, imágenes religiosas resguardados en este templo.
Este templo se localiza en el centro de la población, muy cerca del parque y del Palacio municipal. Son distintas las leyendas que explican o tratan de explicar la creación de este gran obra arquitectónica, pues una de ellas dice que esta iglesia no se concluyó debido a que la población nativa fue infectada por las enfermedades que habían traído los españoles de su continente, y esto sucede porque utilizaban a los nativos mixes para construir este templo.
En el mismo pueblo, se encuentra el  actual palacio municipal, que según datos de la historia nos muestran que dicho recinto fue habitado por Francisco de Sarabia Cortés y su hermano.